# El presidente ha desaparecido
El presidente ha desaparecido es una novela política de suspenso político del expresidente estadounidense Bill Clinton y del novelista James Patterson publicada en junio de 2018. Es la primera novela de Clinton. Clinton y Patterson también se unieron para escribir una novela independiente con personajes completamente nuevos, The President's Daughter, lanzada en junio de 2021.

## Argumento
El libro comienza con el presidente estadounidense Jonathan Lincoln Duncan preparándose para defenderse del cargo de negociar con un terrorista. Se ha descubierto que el presidente hizo una llamada telefónica a Suliman Cindoruk, el líder del grupo ciberterrorista Sons of Jihad, y que frustró un ataque contra la vida de Cindoruk.
La hija de Duncan, Lilly, que estudia en París, recibe un mensaje codificado de una joven de Europa del Este llamada Nina. Lilly le cuenta a su padre sobre la extraña persona y su mensaje, y le piden que regrese a casa inmediatamente. Decidido a conocer el origen de la filtración, el presidente invita a Nina a la Casa Blanca. Ella le dice al presidente que para conocer la historia completa, debe reunirse con su pareja en el Nationals Park el viernes. Duncan conoce al socio, llamado Augie. Cuando Augie y el presidente abandonan el estadio, un asesino contratado por Suliman Cindoruk dispara y mata a Nina. El Servicio Secreto interviene y extrae a Duncan y Augie. El convoy del presidente se dirige a Virginia, pero vuelven a sufrir una emboscada. Dos agentes del Servicio Secreto mueren, pero el presidente sale ileso y se marcha con Augie. Llega a una casa segura, donde se entera de que Nina y Augie crearon y distribuyeron un virus informático altamente destructivo llamado "Dark Ages" para Cindoruk, pero advirtieron a Estados Unidos cuando se dieron cuenta de lo que haría. Está previsto que el virus surta efecto en unas pocas horas.
En una reunión con el primer ministro de Israel, el primer ministro de Rusia y el canciller de Alemania, Augie explica todo el alcance de Dark Ages: es un ataque que destruiría completamente los datos de todos los dispositivos conectados a Internet en los EE. UU. dejando al país vulnerable a ataques externos y obligando al gobierno a retirarse de sus objetivos de política exterior. Duncan revela que el ejército estadounidense ha construido rápidamente una red internacional rudimentaria para mantener capacidades defensivas en caso de que se lance el virus de la Edad Media.
El equipo de ciberseguridad, con la ayuda de Duncan, descubre una forma de hacer que el virus sea ineficaz, por lo que lo prueban en un servidor del Pentágono. Esta prueba activa inadvertidamente el virus en todo el país, pero se suspende después de eliminar sólo unos pocos archivos. Al mismo tiempo, lSons of Jihad intentan matar a Augie, pero son detenidos por el Servicio Secreto y un helicóptero de la Infantería de Marina. Duncan reúne a sus principales ayudantes para intentar adivinar la contraseña. En el último segundo, su jefe de personal adivina correctamente la contraseña y desactiva el virus.
Cuando regresan a la Casa Blanca, Duncan revela que reunir a su equipo para adivinar la contraseña fue una artimaña para descubrir al filtrador. Ya había obtenido la contraseña de los mensajes de texto de Nina y la ingresó él mismo. El presidente se enfrenta a su jefe de gabinete y le dice que tiene pruebas de que ella filtró "Dark Ages", y ella también le avisó a Suliman. Duncan se entera de que Suliman había sido patrocinado por Rusia y una facción de la Casa de Saúd, quienes querían debilitar el estatus de superpotencia de Estados Unidos para poder expandir su territorio sin interferencias. La popularidad del presidente se dispara y las negociaciones para un juicio político se abandonan.

## Adaptación televisiva cancelada
Clinton y Patterson realizaron una gira de 16 reuniones para seleccionar el medio adecuado para una película teatral. Al inicio, Showtime anunció inicialmente que convertirían el libro en una serie dramática en curso. El presidente y director ejecutivo de Showtime, David Nevins, dijo que «la combinación del presidente Clinton con el narrador más apasionante de la ficción promete una experiencia cinética, una experiencia que el mundo del libro ha hecho salivar durante meses y que ahora encajará perfectamente en una serie de acción basada en personajes políticamente relevante para nuestra red». El 14 de octubre de 2020, se anunció que debido a la  pandemia de COVID-19, la serie no avanzaría en Showtime.

## Recepción
En su reseña de la novela para The New Yorker, Anthony Lane sostuvo que The President Is Missing «maximiza su potencia y cumple su misión», mientras que comentó negativamente sobre la prosa del libro, lo absurdo de su trama y el uso de la colocación de productos. James O'Sullivan publicó un análisis en The Guardian que utiliza estilometría para mostrar que la novela fue escrita principalmente por Patterson.
En una crítica negativa, Will Gompertz de la BBC le dio a la novela 1 de 5 estrellas, calificándola de «predecible, aburrida y poco interesante».
El libro encabezó la lista de los más vendidos del New York Times en la edición del 24 de junio. Alfred A. Knopf anunció que el libro vendió 250.000 copias en todos los formatos durante su primera semana. Nielsen Bookscan, que representa alrededor del 85% de las ventas de libros impresos, informó que al menos 152.000 de los ejemplares vendidos en su primera semana eran de tapa dura. Las ventas de la primera semana del libro fueron las más altas en el género de ficción para adultos desde el lanzamiento en 2015 de Go Set a Watchman de Harper Lee y las más altas en ficción desde el lanzamiento en noviembre de 2017 de Diary of a Wimpy Kid: The Getaway. El libro volvió a encabezar la lista de los más vendidos en la edición del 1 de julio, en la edición del 8 de julio, y luego nuevamente en la edición del 15 de julio.
El 6 de julio de 2018, Publishers Weekly declaró que el libro vendió casi 384.000 copias a finales de junio y fue la novela nueva más vendida durante toda la primera mitad de 2018. El libro también encabezaría la lista de los más vendidos en la edición del 22 de julio. Luego encabezó la lista de los más vendidos en la edición del 29 de julio. El 8 de agosto, Knopf anunció que el libro vendió un millón de copias sólo en Norteamérica.